# Nugget Point

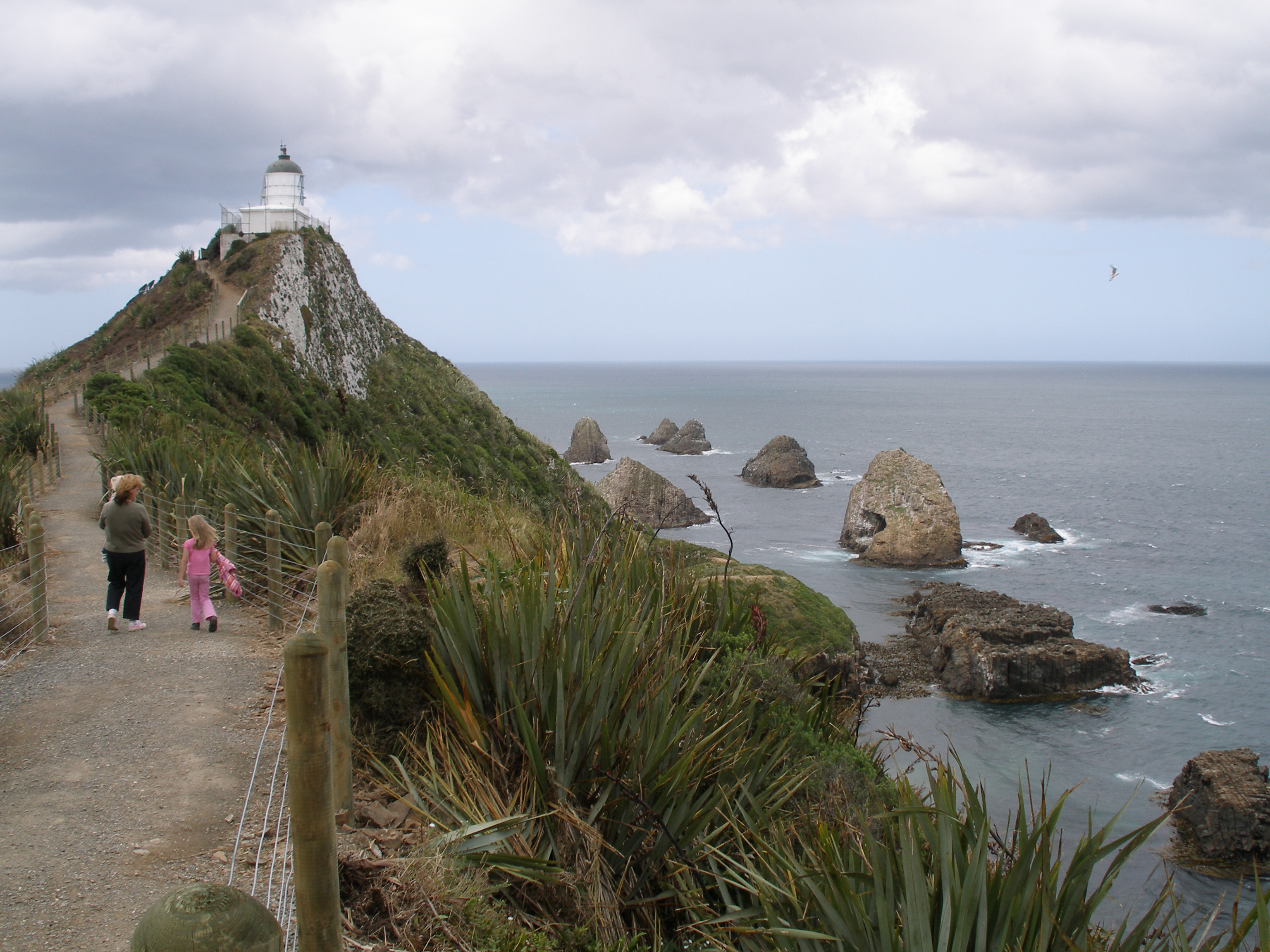
Pohled podél stezky směrem k majáku, za majákem lze spatřit The Nuggets

Nugget Point je název skalního útvaru na novozélandském Jižním ostrově, na pobřeží v regionu Otago. Nachází se na severním konci oblasti The Catlins, dolů po cestě z Kaka Point. Nachází se zde maják (Nugget Point Lighthouse), který je v současnosti pod správou organizace Maritime New Zealand. Maják ční do výše 76 metrů nad mořem a je obklopen skalnatými ostrůvky (The Nuggets). Místo je domovem několika druhů mořských ptáků, včetně tučňáků, terejů a kolpíků a také kolonie lachtanů.